# Andorra ai Giochi della XXIX Olimpiade
Andorra ha partecipato ai Giochi della XXIX Olimpiade di Pechino, svoltisi dall'8 al 24 agosto 2008, con una delegazione di 5 atleti.

## Atletica leggera
| Gara            | Atleta           | Batterie | Batterie | Quarti | Quarti | Semifinali | Semifinali | Finale | Finale |
| Gara            | Atleta           | Tempo    | Pos.     | Tempo  | Pos.   | Tempo      | Pos.       | Tempo  | Pos.   |
| --------------- | ---------------- | -------- | -------- | ------ | ------ | ---------- | ---------- | ------ | ------ |
| 100 m femminili | Montserrat Pujol | 12"73    | 7        |        |        |            |            |        |        |

| Gara              | Atleta         | Tempo     | Posizione |
| ----------------- | -------------- | --------- | --------- |
| Maratona maschile | Antoni Bernado | 2h 26'29" | 58        |

## Canoa/kayak
| Gara      | Atleta                       | Preliminari | Preliminari | Preliminari | Preliminari | Semifinali | Semifinali | Finale | Finale | Finale | Finale |
| Gara      | Atleta                       | Manche 1    | Manche 2    | Totale      | Pos.        | Tempo      | Pos.       | Tempo  | Pos.   | Totale | Pos.   |
| --------- | ---------------------------- | ----------- | ----------- | ----------- | ----------- | ---------- | ---------- | ------ | ------ | ------ | ------ |
| Slalom K1 | Montserrat Garcia Riberaygua | 166"67      | 102"26      | 268"93      | 20          |            |            |        |        |        |        |

## Judo
| Gara  | Atleta                 | Tabellone principale                | Tabellone principale | Tabellone principale | Tabellone principale | Tabellone principale | Ripescaggi                       | Ripescaggi | Ripescaggi | Ripescaggi |
| Gara  | Atleta                 | Sedicesimi                          | Ottavi               | Quarti               | Semifinali           | Finale               | 1º turno                         | Quarti     | Semifinali | Finale     |
| ----- | ---------------------- | ----------------------------------- | -------------------- | -------------------- | -------------------- | -------------------- | -------------------------------- | ---------- | ---------- | ---------- |
| 66 kg | Daniel García González | Yordanis Arencibia (Cuba) 0000-1010 |                      |                      |                      |                      | Aheen El Hady (Egitto) 0001-1001 |            |            |            |

## Nuoto
| Gara        | Atleta         | Batterie | Batterie | Semifinali | Semifinali | Finale | Finale |
| Gara        | Atleta         | Tempo    | Pos.     | Tempo      | Pos.       | Tempo  | Pos.   |
| ----------- | -------------- | -------- | -------- | ---------- | ---------- | ------ | ------ |
| 400 m misti | Hocine Haciane |          |          | 4'32"00    | 29         |        |        |